# Horacio Erpen
Horacio Nicolás Erpen (Concepción del Uruguay, 29 agosto 1981) è un ex calciatore argentino, di ruolo centrocampista.

## Caratteristiche tecniche
Mancino, è abile nell'esecuzione dei calci piazzati e nell'effettuare assist per i compagni.

## Carriera

### Club

#### Le esperienze in Sud America
Cresciuto in patria nelle giovanili di Juventud Gualeguaychú e Boca Juniors, passa prima in Uruguay nelle file del Nacional, per poi esordire nella massima divisione uruguaiana con la maglia del Tacuarembó.

#### L'affermazione in Italia
Nel 2004 viene acquistato dal Venezia, con cui disputa il campionato di Serie B 2004/05. La stagione successiva è divisa tra Chioggia Sottomarina in Serie D, e, dal gennaio 2006, Triestina di nuovo in Serie B. Il 7 luglio 2006 viene acquistato dal Sassuolo, squadra di Serie C1, con cui disputa due campionati da titolare e raggiunge la promozione in Serie B nel 2008. Il 18 luglio 2009 viene acquistato dall'Arezzo. Durante il calciomercato estivo 2010 si svincola dall'Arezzo non iscritto al campionato di Prima Divisione e passa al Sorrento.

#### Il passaggio alla Juve Stabia
L'11 luglio 2011 si svincola dal Sorrento e passa alla Juve Stabia, firmando un contratto biennale
Nella partita casalinga contro il Pescara, valido per la sesta giornata di Serie B, Erpen realizza il primo gol in campionato con la maglia delle Vespe, segnando al 90' il rigore che vale il 3-2 finale e la prima vittoria in campionato per la Juve Stabia. Realizza poi un gol straordinario da centrocampo con un pallonetto, contro il Cittadella.
Il 7 gennaio 2013 passa alla Pro Vercelli, club dal quale si svincola nell'estate 2014 dopo aver ottenuto una promozione in Serie B.

#### Arezzo e Carrarese
L'8 settembre 2014 fa ritorno, da svincolato, all'Arezzo, tornando a vestire dopo 5 anni la maglia amaranto. Segna la prima rete in stagione il 14 settembre, su punizione, nella partita pareggiata 1-1 contro il Renate. Conclude la stagione come miglior marcatore della squadra amaranto con 7 reti in 30 partite.
Il 30 luglio 2015 passa alla Carrarese; con la maglia degli Apuani mette a segno, come nella stagione precedente, sette reti.
Il 13 giugno 2016 torna, per la terza volta in carriera, all'Arezzo, con cui si lega con un contratto annuale.

#### Crema
Il 16 giugno 2017 viene ingaggiato dal Crema, squadra lombarda nepromossa in Serie D.
Forza e Coraggio 1914
Il 22 ottobre 2021 viene ingaggiato dalla Forza e Coraggio 1914, squadra ligure militante nel campionato di Promozione.  Al termine del campionato la squadra viene promossa In Eccellenza. 

## Statistiche

### Presenze e reti nei club
| Stagione                | Squadra                 | Campionato              | Campionato | Campionato | Coppe nazionali | Coppe nazionali | Coppe nazionali | Coppe continentali | Coppe continentali | Coppe continentali | Altre coppe | Altre coppe | Altre coppe | Totale | Totale |
| Stagione                | Squadra                 | Comp                    | Pres       | Reti       | Comp            | Pres            | Reti            | Comp               | Pres               | Reti               | Comp        | Pres        | Reti        | Pres   | Reti   |
| ----------------------- | ----------------------- | ----------------------- | ---------- | ---------- | --------------- | --------------- | --------------- | ------------------ | ------------------ | ------------------ | ----------- | ----------- | ----------- | ------ | ------ |
| 2001                    | Tacuarembó              | PD                      | 18         | 3          | -               | -               | -               | -                  | -                  | -                  | -           | -           | -           | 18     | 3      |
| 2002                    | Tacuarembó              | PD                      | 32         | 5          | -               | -               | -               | -                  | -                  | -                  | -           | -           | -           | 32     | 5      |
| 2003                    | Tacuarembó              | PD                      | 28         | 4          | -               | -               | -               | -                  | -                  | -                  | -           | -           | -           | 28     | 4      |
| 2004                    | Tacuarembó              | PD                      | 14         | 2          | -               | -               | -               | -                  | -                  | -                  | -           | -           | -           | 14     | 2      |
| Totale Tacuarembó       | Totale Tacuarembó       | Totale Tacuarembó       | 92         | 14         |                 | -               | -               |                    | -                  | -                  |             | -           | -           | 92     | 14     |
| 2004-2005               | Venezia                 | B                       | 23         | 2          | CI              | -               | -               | -                  | -                  | -                  | -           | -           | -           | 23     | 2      |
| 2005-gen. 2006          | Chioggia Sott.          | D                       | 22         | 14         | CI-D            | 0               | 0               | -                  | -                  | -                  | -           | -           | -           | 22     | 14     |
| gen.-giu. 2006          | Triestina               | B                       | 14         | 0          | CI              | -               | -               | -                  | -                  | -                  | -           | -           | -           | 14     | 0      |
| 2006-2007               | Sassuolo                | C1                      | 31+2       | 6          | CI+CI-C         | 1+1             | 0               | -                  | -                  | -                  | -           | -           | -           | 35     | 6      |
| 2007-2008               | Sassuolo                | C1                      | 31         | 3          | CI-C            | 5               | 0               | -                  | -                  | -                  | -           | -           | -           | 36     | 3      |
| 2008-2009               | Sassuolo                | B                       | 29         | 3          | CI              | 3               | 1               | -                  | -                  | -                  | -           | -           | -           | 32     | 4      |
| Totale Sassuolo         | Totale Sassuolo         | Totale Sassuolo         | 91+2       | 12         |                 | 10              | 1               |                    | -                  | -                  |             | -           | -           | 103    | 13     |
| 2009-2010               | Arezzo                  | 1D                      | 30+1       | 5          | CI+CI-LP        | 2+2             | 1+0             | -                  | -                  | -                  | -           | -           | -           | 35     | 6      |
| 2010-2011               | Sorrento                | 1D                      | 26+2       | 5          | CI+CI-LP        | 2+0             | 2               | -                  | -                  | -                  | -           | -           | -           | 30     | 7      |
| 2011-2012               | Juve Stabia             | B                       | 31         | 3          | CI              | 0               | 0               | -                  | -                  | -                  | -           | -           | -           | 31     | 3      |
| 2012-gen. 2013          | Juve Stabia             | B                       | 13         | 1          | CI              | 2               | 0               | -                  | -                  | -                  | -           | -           | -           | 15     | 1      |
| Totale Juve Stabia      | Totale Juve Stabia      | Totale Juve Stabia      | 44         | 4          |                 | 2               | 0               |                    | -                  | -                  |             | -           | -           | 46     | 4      |
| gen.-giu. 2013          | Pro Vercelli            | B                       | 9          | 1          | CI              | -               | -               | -                  | -                  | -                  | -           | -           | -           | 9      | 1      |
| 2013-2014               | Pro Vercelli            | 1D                      | 22+5       | 3+1        | CI+CI-LP        | 1+2             | 0+1             | -                  | -                  | -                  | -           | -           | -           | 30     | 5      |
| Totale Pro Vercelli     | Totale Pro Vercelli     | Totale Pro Vercelli     | 31+5       | 4+1        |                 | 3               | 1               |                    | -                  | -                  |             | -           | -           | 39     | 6      |
| 2014-2015               | Arezzo                  | LP                      | 30         | 7          | CI-D            | -               | -               | -                  | -                  | -                  | -           | -           | -           | 30     | 7      |
| 2015-2016               | Carrarese               | LP                      | 31         | 7          | CI-LP           | 2               | 0               | -                  | -                  | -                  | -           | -           | -           | 33     | 7      |
| 2016-2017               | Arezzo                  | LP                      | 22+1       | 4          | CI+CI-LP        | 1+2             | 0+0             | -                  | -                  | -                  | -           | -           | -           | 26     | 4      |
| Totale Arezzo           | Totale Arezzo           | Totale Arezzo           | 82+2       | 16         |                 | 7               | 1               |                    | -                  | -                  |             | -           | -           | 91     | 17     |
| 2017-2018               | Crema                   | D                       | 22         | 5          | CI-D            | 6               | 0               | -                  | -                  | -                  | -           | -           | -           | 28     | 5      |
| 2021-2022               | Forza & Coraggio        | Prom                    | 26         | 10         | CI-Prom         | 2               | 1               | -                  | -                  | -                  | -           | -           | -           | 28     | 11     |
| 2022-2023               | Forza & Coraggio        | Ecc                     | 23         | 6          | CI-Ecc          | 3               | 1               | -                  | -                  | -                  | -           | -           | -           | 26     | 5      |
| Totale Forza & Coraggio | Totale Forza & Coraggio | Totale Forza & Coraggio | 49         | 16         |                 | 5               | 2               |                    | -                  | -                  |             | -           | -           | 54     | 18     |
| Totale carriera         | Totale carriera         | Totale carriera         | 478+11     | 83+1       |                 | 32              | 5               |                    | -                  | -                  |             | -           | -           | 521    | 89     |

## Palmarès

### Club

#### Competizioni nazionali
- Campionato uruguaiano: 1

Nacional: 2000
- Liguilla Pre-Libertadores de América: 1

Nacional: 1999
- Serie C1: 1

Sassuolo: 2007-2008
- Supercoppa di Lega di Serie C1: 1

Sassuolo: 2008